# 2021年最高裁判所裁判官国民審査
2021年最高裁判所裁判官国民審査（2021ねん さいこうさいばんしょ さいばんかん こくみんしんさ）は、2021年（令和3年）10月31日に第49回衆議院議員総選挙と共に執行された最高裁判所裁判官国民審査。

## 概要
令和になって初めて行われた国民審査である。
新型コロナウイルス感染症の影響で投票所の入場規制などの対策が行われた。総務省は「投票のために外出することは「不要不急の外出」には当たらない」としていた。
審査対象となった裁判官11人は戦後2番目の多さであり、制度成立後最初の審査で在職中の全裁判官が対象となった第1回（1949年）の14人を除けば最多である。

## 審査対象者
前回の国民審査後、2021年9月3日までに最高裁判所裁判官に就任した者のうち、7月8日に定年退官した宮崎裕子を除く以下の11名である。
| 告示順 | 氏名       | 年齢 | 任命年月日    | 出身地   | 学歴               | 出身分野       | 指名内閣            | 担当小法廷 |
| ------ | ---------- | ---- | ------------- | -------- | ------------------ | -------------- | ------------------- | ---------- |
| 1      | 深山卓也   | 67   | 2018年1月9日  | 東京都   | 東京大学法学部卒   | 裁判官（34期） | 第4次安倍内閣       | 第一小法廷 |
| 2      | 岡正晶     | 65   | 2021年9月3日  | 香川県   | 東京大学法学部卒   | 弁護士（34期） | 菅義偉内閣          | 第一小法廷 |
| 3      | 宇賀克也   | 66   | 2019年3月20日 | 東京都   | 東京大学法学部卒   | 法学者         | 第4次安倍内閣 (1改) | 第三小法廷 |
| 4      | 堺徹       | 63   | 2021年9月3日  | 和歌山県 | 東京大学法学部卒   | 検察官（36期） | 菅義偉内閣          | 第一小法廷 |
| 5      | 林道晴     | 64   | 2019年9月2日  | 東京都   | 東京大学法学部卒   | 裁判官（34期） | 第4次安倍内閣 (1改) | 第三小法廷 |
| 6      | 岡村和美   | 63   | 2019年10月2日 | 東京都   | 早稲田大学法学部卒 | 行政官         | 第4次安倍内閣 (2改) | 第二小法廷 |
| 7      | 三浦守     | 65   | 2018年2月26日 | 東京都   | 東京大学法学部卒   | 検察官（34期） | 第4次安倍内閣       | 第二小法廷 |
| 8      | 草野耕一   | 66   | 2019年2月13日 | 千葉県   | 東京大学法学部卒   | 弁護士（32期） | 第4次安倍内閣 (1改) | 第二小法廷 |
| 9      | 渡邉惠理子 | 62   | 2021年7月16日 | 福島県   | 東北大学法学部卒   | 弁護士（40期） | 菅義偉内閣          | 第三小法廷 |
| 10     | 安浪亮介   | 64   | 2021年7月16日 | 奈良県   | 東京大学法学部卒   | 裁判官（35期） | 菅義偉内閣          | 第一小法廷 |
| 11     | 長嶺安政   | 67   | 2021年2月8日  | 東京都   | 東京大学教養学部卒 | 行政官         | 菅義偉内閣          | 第三小法廷 |

## 最高裁判決等における裁判官の意見
審査対象の11判事の、最高裁判決等における意見（意見が分かれたものに限定）。
| 判決日         | 裁判                                                | 深山 卓也 | 岡 正晶 | 宇賀 克也 | 堺 徹 | 林 道晴   | 岡村 和美 | 三浦 守   | 草野 耕一 | 渡邉 惠理子 | 安浪 亮介 | 長嶺 安政 |
| -------------- | --------------------------------------------------- | --------- | ------- | --------- | ----- | --------- | --------- | --------- | --------- | ----------- | --------- | --------- |
| 2018年12月19日 | 2017年衆院選の一票の格差（1.98倍）                  | 合憲      |         |           |       |           |           | 合憲      |           |             |           |           |
| 2020年7月20日  | リツイート事件 （著作者人格権侵害問題）             |           |         | 侵害      |       | 侵害      |           |           |           |             |           |           |
| 2020年10月13日 | メトロコマース事件 （有期契約労働者退職金格差問題） |           |         | 違法      |       | 合法      |           |           |           |             |           |           |
| 2020年11月18日 | 2019年参院選の一票の格差（3.00倍）                  | 合憲      |         | 違憲      |       | 合憲      | 合憲      | 違憲 状態 |           |             |           |           |
| 2020年12月22日 | 袴田事件再審請求                                    |           |         | 再審 開始 |       | 審理 続行 |           |           |           |             |           |           |
| 2021年2月24日  | 孔子廟訴訟の憲法判断                                | 違憲      |         | 違憲      |       | 違憲      | 違憲      | 違憲      | 違憲      |             |           |           |
| 2021年6月23日  | 夫婦別姓訴訟の憲法判断                              | 合憲      |         | 違憲      |       | 合憲      | 合憲      | 一部 違憲 | 違憲      |             |           | 合憲      |
| 2021年7月6日   | 辺野古サンゴ訴訟 （農林水産大臣是正命令問題）       |           |         | 違法      |       | 合法      |           |           |           |             |           | 合法      |

## 国民審査の結果
| 告示順                                                     | 氏名       | 罷免を 可とする票 | 罷免を 可としない票 | 罷免を 可とする率 |
| ---------------------------------------------------------- | ---------- | ----------------- | ------------------- | ----------------- |
| 1                                                          | 深山卓也   | 4,473,315         | 52,707,475          | 7.82%             |
| 2                                                          | 岡正晶     | 3,544,361         | 53,636,426          | 6.20%             |
| 3                                                          | 宇賀克也   | 3,911,314         | 53,269,474          | 6.88%             |
| 4                                                          | 堺徹       | 3,539,058         | 53,641,758          | 6.19%             |
| 5                                                          | 林道晴     | 4,397,748         | 52,783,073          | 7.69%             |
| 6                                                          | 岡村和美   | 4,149,807         | 53,031,006          | 7.26%             |
| 7                                                          | 三浦守     | 3,813,025         | 53,367,781          | 6.67%             |
| 8                                                          | 草野耕一   | 3,821,616         | 53,359,181          | 6.68%             |
| 9                                                          | 渡邉惠理子 | 3,468,613         | 53,712,174          | 6.07%             |
| 10                                                         | 安浪亮介   | 3,384,687         | 53,796,120          | 5.92%             |
| 11                                                         | 長嶺安政   | 4,138,543         | 53,042,293          | 7.24%             |
| 出典：衆議院議員総選挙結果調（R3.11.5発表） (PDF) - 総務省 |            |                   |                     |                   |

| 投票者数（投票率） | 58,599,472  | 55.69% |
| 棄権者数（棄権率） | 46,624,631  | 44.31% |
| 有権者数           | 105,224,103 | 100%   |
| 出典：総務省       |             |        |

## その他
- 広島県選挙管理委員会が国民審査の投票用紙で、審査対象となる岡正晶の「晶」を「昌」と誤植していたことが判明し、約236万枚を廃棄して約1200万円かけて印刷し直す事態となった[2]。
- 青野慶久は、夫婦別姓訴訟に合憲判決を下した裁判官を罷免させる落選運動を行った[3]。その後行われた国民審査では、夫婦別姓訴訟に合憲判決を下した裁判官4人が「罷免を可」とする比率の上位を占める結果となった[4]。一方、同訴訟で反対意見を出した3人の「罷免を可」とする票もその4人に次いで多かった[5][注 1]。